# Gradum

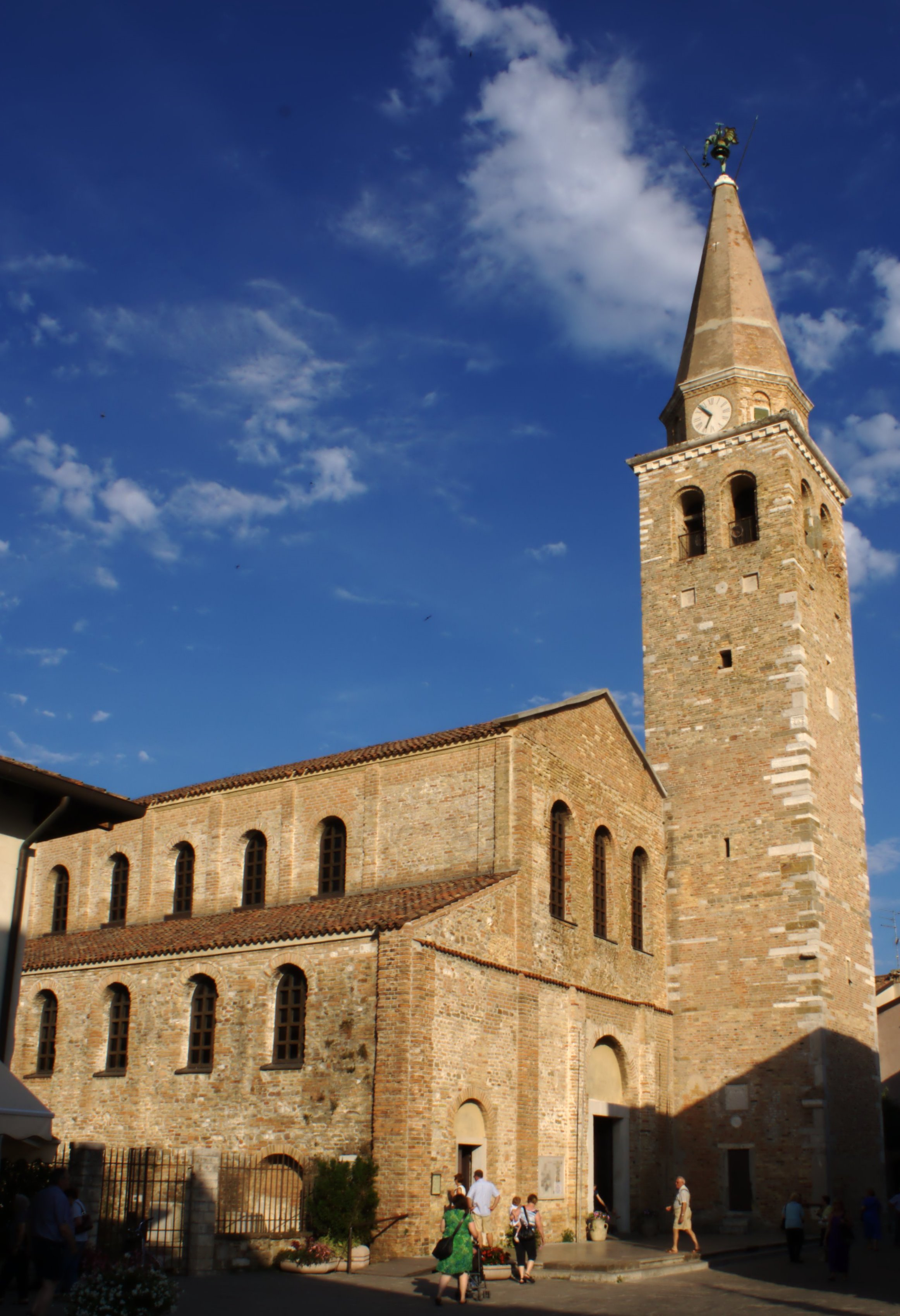
Dawna katedra patriarchalna w Grado

Patriarchat Gradum (łac. Gradensis, wł. Patriarcato di Grado) – stolica historycznej diecezji w Italii erygowanej w roku 607, a skasowanej w 1457.
Współczesne miasto Grado znajduje się w Prowincji Gorycja we Włoszech. Obecnie katolickie biskupstwo tytularne ustanowione w 1968 przez papieża Pawła VI.

## Biskupi tytularni
| Lp. | Biskup           | Funkcja                                 | Od              | Do             |
| --- | ---------------- | --------------------------------------- | --------------- | -------------- |
| 1   | José López Ortiz | arcybiskup Ordynariat Polowy Hiszpanii  | 18 lutego 1969  | 4 marca 1992   |
| 2   | Crescenzio Sepe  | sekretarz Kongregacji ds. Duchowieństwa | 2 kwietnia 1992 | 21 lutego 2001 |
| 3   | Diego Causero    | nuncjusz apostolski                     | 24 lutego 2001  |                |